# مثلث تقييم الأطفال
مثلث تقييم الأطفال هو أداة تستخدم في طب الطوارئ لتشكيل انطباع عام لمريض الأطفال. في طب الطوارئ، يتم تكوين انطباع عام في المرة الأولى التي يرى فيها الطبيب المختص المريض، عادة في غضون ثوان. يستخدم مثلث تقييم الأطفال كطريقة لتحديد شدة حالة الطفل بسرعة، ويمكنه تحديد ما إذا كان الطفل يعاني من ضيق في التنفس أو فشل تنفسي أو صدمة فيزيولوجية (مصحوبة بانخفاض سريان الدم في أنسجة الجسم).
يتم تدريس مثلث تقييم الأطفال، من بين مساقات أخرى، في دورات دعم حياة الأطفال المتقدمة.

## مكونات مثلث تقييم الأطفال
يتكون مثلث تقييم الأطفال من ثلاثة مجالات لتشخيص حالة الطفل: مظهر الطفل؛ تنفسه ووصول دورة الدم الدورانية إلى الجلد.

### التقييم الأولي
يقيس جزء «التقييم الأولي» من مثلث تقييم الأطفال العديد من الأشياء، مصممة لتحديد ما إذا كان الطفل يعاني من تغيرات في الحالة العقلية (حيث قد يكون من الصعب التعرف عليها في الرضيع أو الطفل الصغير). تساعد أجزاء قسم «التقيمم الأولي» أيضًا في تحديد ما إذا كان مجرى الهواء للطفل خال من أي معيق للتنفس أم لا.
يستخدم مقدمو الخدمات الطبية الطارئة أحيانًا الاختصار "TICLS" (تنطق «دغدغة») لاستخدام عنصر «التقييم الأولي»:
- T one (قوة العضلات)
  - غير طبيعي: توتر عضلي جامد أو غائب
  - عادي: قوة عضلية جيدة مع حركة جيدة للأطراف.في حالة الرضع يجب أن يقاوم الطفل بشدة محاولات تقويم أطرافهم.
- Irritability (التجاوب أو قابلية الاثارة)
  - غير طبيعي: البكاء غائب، أو غير طبيعي. لا يمكن تحفيز الطفل على البكاء. بالإضافة إلى ملاحظة تغيير في الحالة العقلية، قد يكون هذا أيضًا علامة على انسداد مجرى التنفس.
  - طبيعي: بكاء قوي وعادي (هذه علامة موثوقة لمجرى هوائي خالي من معيقات التنفس)
- Consolability (المواساة)
  - غير طبيعي: لا يمكن أن يواسي الطفل أو يريحه مقدمو الرعاية الصحية العاديين. لا يستجيب الطفل بشكل طبيعي للمنبهات البيئية، مثل الألعاب المفضلة.
  - عادي: يمكن أن يواسي الطفل مقدمو الرعاية الصحية المعتادون. يستجيب الطفل بطريقته المعتادة للمحفزات البيئية.
- L ook (تحديق النظر أو الحملقة)
  - غير طبيعي: التحديق بدون أي تعبير على الوجه بدون وجود تواصل بصري. قد يبدو أن الطفل لا يتعرف على مقدمي الرعاية المعتادين.
  - طبيعي: الطفل قادر على القيام بالتواصل البصري.
- طريقة الكلام S
  - غير طبيعي: الطفل غير قادر على التعبير عن نفسه أو عن عمره بطريقة مناسبة. الكلام (أو البكاء للأطفال) غائب أو غير طبيعي. كما هو الحال مع نقص البكاء عند الرضع، يمكن أن يكون هذا علامة على انسداد مجرى الهواء.
  - طبيعي: يعبر الطفل عن نفسه بشكل مناسب. الكلام أو البكاء طبيعي (هذه علامة موثوقة لمجرى هوائي خال من المعيقات).

### التنفس
يقيس عمل جهاز التنفس وأي علامة تدل على ضيق التنفس.
تتطلب النتيجة الطبيعية في عنصر «التنفس» أن يكون تنفس الطفل بلا صوت وبلا مجهود وبدون ألم. لا يجب أن يبدو الطفل يحاول التنفس بجهد أكبر من المعتاد.
نتيجة غير طبيعية في هذا البند تشير إلى أن الطفل يبدي مجهودًا غير طبيعي كي يتنفس. يمكن زيادة الجهد التنفسي (مما يشير إلى أن الطفل يحاول التنفس بشكل أقوى من المعتاد)، أو ينقص، أو قد يكون غير موجودا.
تتضمن علامات زيادة عمل التنفس ما يلي:
- تنفس له صوت (بما في ذلك الشخير عند الرضع)
- الارتداد إلى ما كان عليه (يتم انكماش أو انضغاط الأنسجة الرخوة بين الضلوع إلى الداخل لأن الطفل يحاول بصعوبة أن يتنفس)
- استخدام عضلات التنفس الثانوية للتنفس (يواجه الطفل صعوبة كبيرة في التنفس لدرجة أنه يحتاج إلى عضلات إضافية، مثل عضلات البطن، لرفع الصدر واستنشاقه)
- التهاب الأنف عند الأطفال الصغار
- تنفس متأرجح أو متذبذب عند الرضع (حيث يتأرجح الصدر والبطن لأعلى ولأسفل؛ وهذه علامة على ضيق التنفس الشديد عند الرضع)

قد يكون الطفل الذي يعاني من صعوبة في التنفس من النوع ذي الحركة المزدوجة (يتنفس بشكل بطيء جدا) أو ضعيف جدًا بحيث لا يشغل العضلات المطلوبة للاستنشاق.

### الدورة الدموية للجلد
يتم قياس «الدورة الدموية للجلد» حسب لون البشرة ووجود نزيف واح للدم. الدورة الدموية يمكن تقييمها عن طريق لون الجلد وإعادة الملء الشعري، وهي مؤشر ممتاز على التروية الدموية عند الأطفال.
الطفل التي دورته الدموية طبيعية سيكون لون بشرته المعتاد. لن يكون هناك نزيف واضح.
يمكن الإشارة إلى أن الدورة الدموية غير طبيعية من خلال:
- الشحوب أو البهتان (بشكل عام هو علامة مبكرة على انخفاض الدورة الدموية؛ قد يكون الشحوب أيضًا مؤشرًا على فقدان الدم)
- ازرقاق الجلد الناتج عن نقص في أكسجين الدم
- التبّقع
- فقدان الدم الواضح

## «تدوين النتيجة» للمثلث
لا يسجل مثلث تقييم الأطفال أي علامات رقمية، هدفه هو مساعدة مقدمي الخدمات الطبية على صياغة تقييم سريع لحدة حالة مريض الأطفال. ومع ذلك، وبناءً على نتائج التقييم، يمكن استخلاص بعض النتائج الأولية. يمكن أن تساعد هذه الاستنتاجات الأولية في توجيه القرارات الطبية، مثل ما إذا كان سيتم طلب موارد طبية إضافية، ولكن يجب إجراء المزيد من التقييمات دائمًا، وتكرارها، بعد التشخيص السريع باستخدام مثلث تقييم طب الأطفال.

### الاضطراب التنفسي
الطفل الذي يعاني من زيادة في التنفس يمكن أن يكون لديه مظهر طبيعي ودورة دموية طبيعية إلى الجلد، يمكن تشخيصه من البداية بضيق التنفس. بينما الطفل الذي يعاني من صعوبة في التنفس، ولكنه يحصل على ما يكفي من الأكسجين لتروية الجسم بشكل جيد (وبالتالي الدورة الدموية الطبيعية) ويحصل على توصيل للأكسجين بشكل جيد إلى الدماغ (مما يمنع حدوث تغيرات في الحالة العقلية).

### توقف التنفس (فشل عمل جهاز التنفس)
يمكن افتراض وجود فشل في الجهاز التنفسي عندما يُظهر الطفل زيادة في التنفس، إلى جانب المظهر غير الطبيعي أو الدورة الدموية غير الطبيعية. يشير المظهر غير الطبيعي (الحالة العقلية) أو الدورة الدموية إلى أن الطفل لا يتنفس جيدًا بما فيه الكفاية لتروية الجسم، أو لتروية الدماغ بالأكسجين.

### صدمة
من المحتمل أن يكون الطفل ذو المظهر غير الطبيعي والدورة الدموية على الجلد في حالة صدمة. تشير المشاكل في كل من هذه المناطق إلى أن جسم الطفل لا يغذي الدماغ أو الأنسجة الأخرى بالأكسجين. (زيادة التنفس امر غير محتمل، على الرغم من أنه من المرجح أن يتنفس الطفل بسرعة.)

### الحالات الخطرة (على حافة الموت)
الطفل الذي يبدو بمظهر غير طبيعي، وتنفس غير طبيعي أيضا، والدورة الدموية في الجلد يكون بشكل عام في أقصى الحدود - على سبيل المثال، بسبب انهيار وشيك في الجهاز التنفسي.